# Super Mario 3D World
Super Mario 3D World ist ein Videospiel, das zum Genre der 3D-Jump-’n’-Runs gehört. Es wurde im November 2013 vom japanischen Spielekonzern Nintendo für seine Heimkonsole Wii U veröffentlicht. Das Spiel ist der sechste 3D- und der insgesamt 18. Teil der Super-Mario-Reihe und der Nachfolger des Ende 2011 für das Handheld Nintendo 3DS erschienenen Super Mario 3D Land. Unter dem Titel Super Mario 3D World + Bowser’s Fury ist am 12. Februar 2021 eine erweiterte Version des Spiels für die Nintendo Switch erschienen.
Als erstes 3D-Spiel der Super-Mario-Serie bietet 3D World HD-Grafik sowie neben dem Einzelspieler- auch einen simultanen Mehrspieler-Modus für bis zu vier Personen. Dabei kommen neben dem Serienprotagonisten Mario die Charaktere Luigi, Prinzessin Peach, Toad und als geheimer Charakter Rosalina zum Einsatz. Das grundlegende Spielprinzip ähnelt dem des Vorgängers 3D Land und besteht darin, die Spielfigur durch zahlreiche dreidimensionale, lineare Level zum Ziel zu manövrieren. Die Leitthematik des Spiels ist die neue Katzenverwandlung. Das Spielziel besteht darin, die von Bowser entführten Feenprinzessinnen zu befreien.
Ein zuletzt etwa einhundertköpfiges Team des Nintendo-Studios EAD Tokyo entwickelte Super Mario 3D World innerhalb eines Zeitraums von ungefähr anderthalb Jahren. Als Projektleiter fungierten Kōichi Hayashida und Kenta Motokura, die kreativen Köpfe hinter 3D Land. Der zum Teil von einer Big Band sowie einem Orchester eingespielte Soundtrack des Spiels entstammt unter anderem den Federn der Mario-Komponisten Mahito Yokota und Kōji Kondō.
Die Spielepresse rezipierte Super Mario 3D World nach seiner Enthüllung Mitte 2013 zwar positiv, attestierte ihm jedoch zurückhaltend bis enttäuscht einen „scheinbaren Innovationsmangel“. Zu seiner Veröffentlichung hingegen erhielt der Titel sehr positive Kritiken. Insbesondere das ideen- und abwechslungsreiche Leveldesign stieß auf ein äußerst positives Echo. Mit einem Metascore von 93 Punkten zählt Super Mario 3D World zu den bestbewerteten Computerspielen des Jahres 2013. Es ist außerdem mit bis März 2014 über zwei Millionen Verkäufen eines der erfolgreichsten Wii-U-Spiele.

## Spielbeschreibung

### Hintergrundgeschichte
Als der Klempner Mario eines Abends mit seinem Bruder Luigi und seinen Freunden Prinzessin Peach und Toad durch das Pilzkönigreich spazieren geht, stoßen die vier auf eine durchsichtige Röhre. Aus dieser kommt ihnen eine Feenprinzessin entgegen. Sie berichtet, dass der Bösewicht Bowser ihre befreundeten Feen in Flaschen gesperrt habe und nun gefangen halte. Daraufhin taucht Bowser selbst aus der Röhre auf und fängt auch sie als letzte der Feenprinzessinnen. Mario und seine Freunde machen sich sofort auf und verfolgen Bowser durch die transparente Röhre. Diese führt sie in das von Bowser und seinen Schergen überfallene Feenland.

### Spielprinzip

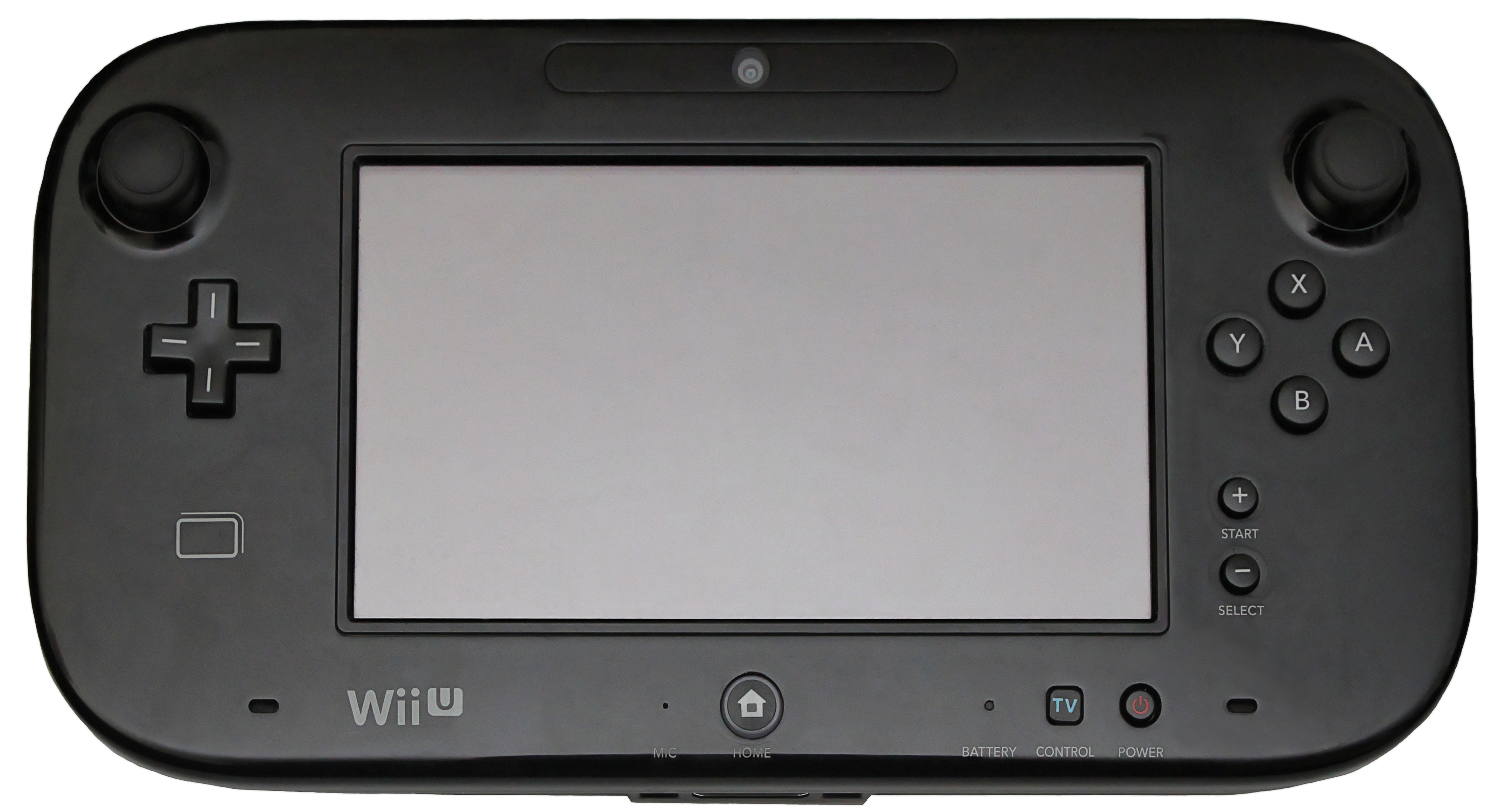
Das Wii U GamePad

Das Spielprinzip von Super Mario 3D World baut auf das des Vorgängers Super Mario 3D Land (3DS, 2011) auf. Der Spieler übernimmt die Rolle einer der zur Auswahl stehenden Spielfiguren und steuert diese durch Spielabschnitte („Level“) im dreidimensionalen Raum. Die Level sind mit Hindernissen und Gegnern gespickt, die es zu überwinden gilt. Von Beginn an stehen vier Spielfiguren zur Verfügung, die je Eigenarten in der Steuerung aufweisen. Mario ist eine ausgeglichene Spielfigur, Luigi springt höher und weiter, Prinzessin Peach kann für kurze Zeit in der Luft schweben, wodurch sie für Spieleinsteiger geeignet ist, und Toad rennt schneller als die anderen Figuren, sodass er für fortgeschrittene Spieler attraktiv ist. Nach dem Abschluss des Hauptspiels wird ein fünfter spielbarer Charakter freigeschaltet. Dabei handelt es sich um Prinzessin Rosalina aus Super Mario Galaxy (Wii, 2007). Sie steuert sich ähnlich wie Peach und verfügt über eine zusätzliche Drehattacke, mit der sie Gegner angreifen und in der Luft ein zweites Mal springen kann.
Neben dem Einzelspieler-Modus gibt es in Super Mario 3D World auch einen Mehrspielermodus, in welchem bis zu vier Personen simultan lokal spielen können. Ob sie kompetitiv oder kooperativ spielen, bleibt ihnen überlassen. Die zu bewältigenden Level sind dabei identisch zu denen des Einzelspielermodus. Am Ende jedes im Mehrspielermodus bewältigten Levels wird der erfolgreichste Spieler gekürt. Das Spiel unterstützt im Einzel- wie auch im Mehrspieler-Modus als Controller das Wii U GamePad, die Wii-Fernbedienung/Wii-Fernbedienung Plus (beide optional mit Nunchuk), den Wii U Pro Controller sowie den Wii Classic Controller Pro. Einige Features des Spiels sind auf das Wii U GamePad abgestimmt. So lässt sich etwa durch Neigen des Controllers die ansonsten isometrische Kameraperspektive leicht ändern und mithilfe des integrierten Touchscreens kann der Spieler mit der Spielwelt interagieren. Ferner ist es möglich, Super Mario 3D World unabhängig vom Fernseher ausschließlich auf dem Bildschirm des GamePads zu spielen („Off-TV“).
Die einzelnen Level des Spiels sind zu sogenannten Welten zusammengefasst. Jede Welt bietet eine frei begehbare Weltkarte, über die der Spieler den nächsten Level anwählen kann. Der Spielfortschritt gestaltet sich dabei linear: Nach Abschluss eines Levels werden die folgenden Level auf der Karte freigeschaltet. Der letzte Level jeder Welt endet mit einem Bosskampf. Sofern der Spieler diesen besteht, wird die folgende Welt freigeschaltet. Nach insgesamt acht Welten steht der Kampf gegen den Endgegner an. Anschließend hat der Spieler das Hauptspiel abgeschlossen. Darauf folgen noch zusätzliche Welten.
Innerhalb des Spiels kann der Spieler sogenannte Stempel einsammeln. Diese kann er für Beiträge im sozialen Netzwerk Miiverse verwenden. Miiverse-Einträge können direkt über das Spiel verfasst werden. Sofern die entsprechende Option aktiviert ist, kann sich der Spieler zudem Miiverse-Beiträge anderer Spieler zum aktuellen Level anzeigen lassen. Außerdem werden über das Internet Geistdaten ausgetauscht. Dadurch ist es möglich, in einem Level gegen den Geist eines anderen Spielers anzutreten.

### Power-ups
In Super Mario 3D World gibt es mehrere nutzbringende Power-ups, die der Spielfigur zusätzliche Fähigkeiten sowie einen dritten Trefferpunkt verleihen. Wird die Spielfigur in diesem Zustand von einem Gegner oder einer Gefahr verletzt, verwandelt sie sich in ihren Normal-Zustand zurück und verliert die Fähigkeiten des Power-ups. Nach einer Verletzung im Normal-Zustand verliert die Spielfigur einen weiteren Trefferpunkt und wird kleiner; verletzt sie sich nun noch einmal, so verliert der Spieler einen Versuch und muss am Beginn oder in der Mitte des Levels neu starten. Sobald alle Versuche aufgebraucht sind, ist das Spiel vorbei.
Zu den neuen Power-ups im Spiel zählt die Superglocke. Sie verwandelt die Spielfigur in eine Katze. In diesem Zustand bewegt sie sich auf allen Vieren fort, kann Gegner im Sprung angreifen und Wände hinaufkraxeln. Ein weiteres neues Power-up ist die Doppelkirsche, die die Spielfigur vervielfältigt. Bis zu fünf Exemplare einer Spielfigur können so entstehen, die alle auf einmal gesteuert werden. Ferner gibt es eine Gumba-Maske, dank der die Spielfigur von Gegnern nicht erkannt wird. Weitere Power-ups im Spiel sind eine aufsetzbare Lampe, eine tragbare Gegner-verschlingende Piranha-Pflanze sowie die aus den Vorgängerspielen bekannten Feuer-, Unbesiegbarkeits- und Bumerang-Verwandlungen. Ebenso wiederkehrend sind der Super-Pilz, der eine Figur im Klein- in ihren Normal-Zustand verwandelt, sowie der Grüne Pilz, der einen Bonusversuch einbringt.
Eine Neuerung im Vergleich zu den Vorgängern stellen die nun transparenten Röhren dar. Wie schon in früheren Super-Mario-Spielen dienen sie auch hier als Fortbewegungsmittel. Diesmal kann der Spieler zusätzlich in sie hinein gucken und die Reise der Spielfigur durch diese Röhren steuern. Auf diese Weise kann der Spieler neue Wege freischalten oder Power-ups erhalten.

## Entstehungsgeschichte

### Projektdetails

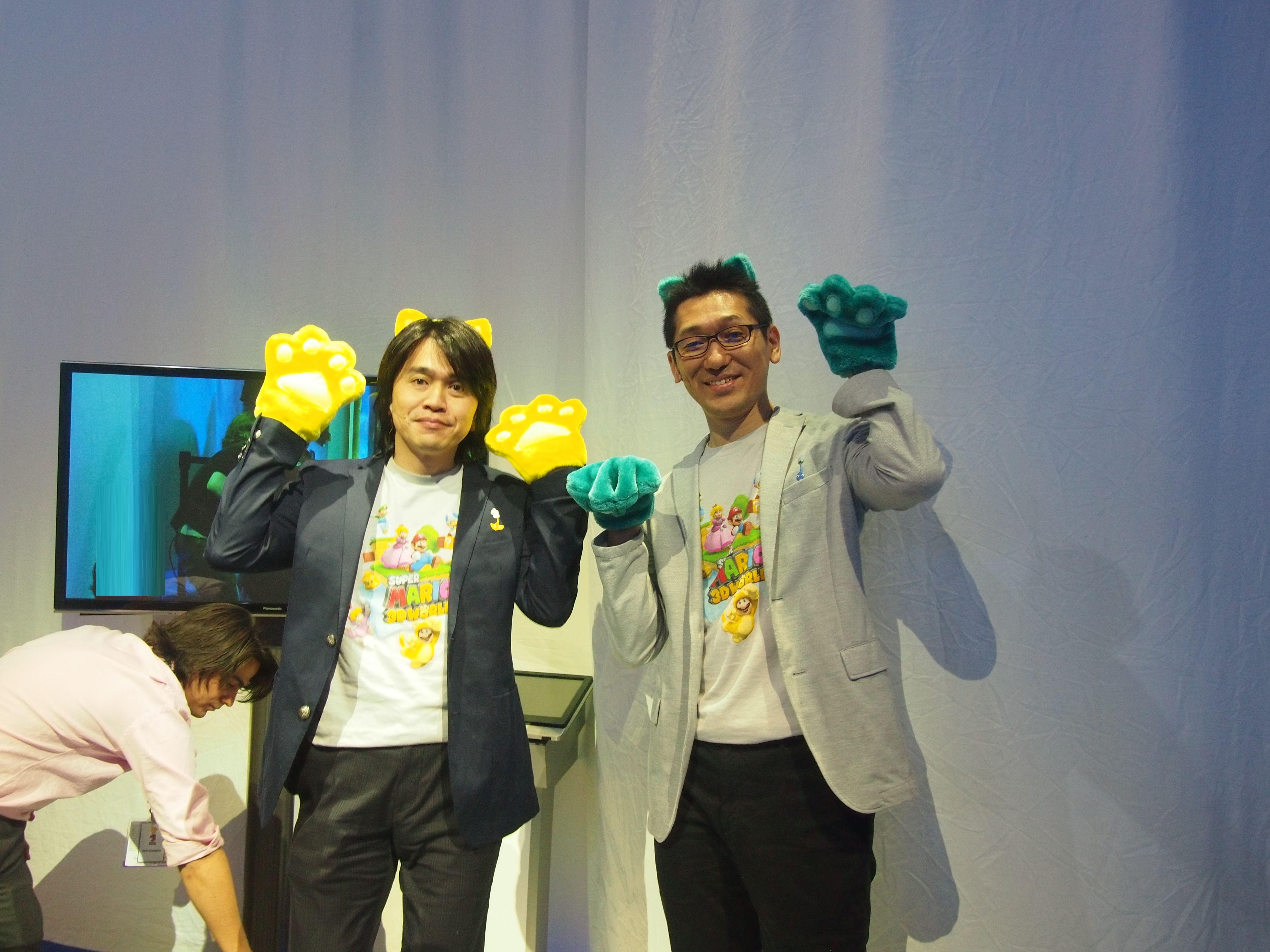
Auf der E3 2013 präsentierten Yoshiaki Koizumi (links) und Kōichi Hayashida (rechts) der Computerspielpresse Super Mario 3D World in Katzenkostümen.

Für die Entwicklung von Super Mario 3D World zeichnete das Nintendo-Studio Entertainment Analysis & Development Tokyo 2 (EAD Tokyo 2) verantwortlich, das bereits die vorherigen 3D-Super-Mario-Spiele hervorgebracht hat. Als Produzenten waren die EAD-Manager und Mario-Erfinder Shigeru Miyamoto und Takashi Tezuka sowie der Abteilungsleiter Yoshiaki Koizumi beteiligt. Die Aufgaben des Projektleiters teilten sich Kōichi Hayashida und Kenta Motokura. Etwa acht Mitarbeiter der Nintendo-Tochter 1-UP Studio leisteten Unterstützung. Das Team hinter Super Mario 3D World war mit zuletzt etwa 100 Mitgliedern das größte in der Geschichte von EAD Tokyo.
Miyamoto war im Gegensatz zu früheren Mario-Produktionen kaum direkt am Spieldesign beteiligt. Stattdessen erfüllte er die Aufgaben eines Supervisors, indem er dem Entwicklerteam Rückmeldungen gab und Vorschläge machte. Er bestand etwa darauf, die Levelenden durch Zielfahnen zu markieren. Koizumi war während der Planungsphase des Spiels an der eigentlichen Entwicklung beteiligt und später damit beschäftigt, das Team um neue Mitarbeiter zu erweitern. Als Direktoren werden in den Credits sowohl Hayashida als auch Motokura gelistet, tatsächlich jedoch war Hayashida, zuvor Projektleiter von Super Mario Galaxy 2 (Wii, 2010) und Super Mario 3D Land, eher als Berater involviert. Er programmierte abseits dessen den Bonusmodus Luigi Bros. (siehe Abschnitt „Luigi Bros. / NES Remix“) und arbeitete an der Miiverse-Integration des Spiels. Die eigentliche Projektleitung oblag somit Motokura, dem zuvor leitenden Designer von 3D Land. Für ihn stellte Super Mario 3D World das Regiedebüt dar.

### Hintergrund und Vorproduktion
Nach der Fertigstellung von Super Mario Galaxy 2 im Mai 2010 begann EAD Tokyo die Überlegungen für das nächste 3D-Super-Mario-Spiel. Einen dritten Teil der Galaxy-Serie lehnte das Studio vorerst ab. Stattdessen erdachte Hayashida ein neues Konzept, das die Spielweise der 3D-Super-Mario-Spiele mit jener der zweidimensionalen, linearen und erfolgreicheren New-Super-Mario-Bros.-Titel (DS, 2006) vermengte. Als Zielplattform wählten Hayashida und sein Team das Handheld Nintendo 3DS – aus Interesse an dessen autostereoskopischem 3D-Effekt. Nach anderthalbjähriger Entwicklungsphase erschien das erste Handheld-Projekt von EAD Tokyo im November 2011 als Super Mario 3D Land.
Seit Beginn des Projektes war auch eine Heimkonsolen-Umsetzung des Konzeptes vorgesehen. Der Markterfolg von 3D Land bestärkte das Team in diesen Plänen. Als die eigentlichen Arbeiten an dem Heimkonsolen-Spiel Ende 2011 starteten, stand das Spielkonzept also größtenteils bereits fest. Parallel zu dem neuen Projekt entstand die hauseigene Spiel-Engine von Super Mario 3D World. Die Entwicklung des Spiels lief reibungslos und geradlinig ab.

### Entwicklungsprozess
Ähnlich wie bei den Arbeiten an Super Mario Galaxy 2 musste das Entwicklerteam nicht erst das Spielkonzept auf die Beine stellen, sondern konnte sich direkt und während der gesamten Entwicklungszeit neuen Ideen für das Leveldesign widmen. Um dies in möglichst großem und effektivem Ausmaße zu ermöglichen, erlaubte Motokura jedem Teammitglied, eigene Ideen einzubringen. Diese sammelte das Team zentral in Form von Klebezetteln. Nur ein Bruchteil davon schaffte es in das fertige Produkt.
Während das Kernprinzip des Spiels dem Vorgänger entnommen ist, bedient es sich zugleich Elemente weiterer Super-Mario-Spiele. Das Konzept der sammelbaren Grünen Sterne etwa stammt aus Super Mario Galaxy (Wii, 2007) und die vier spielbaren Charaktere mit ihren besonderen Eigenschaften sind Super Mario Bros. 2 (NES, 1988) entnommen. Weitere Referenzen an dieses Spiel, das sich durch viele Unterschiede zum bekannten Super-Mario-Universum auszeichnet, enthält das Konzept von 3D World nicht.
Als das Team zu Beginn der Entwicklung die Aktionen der Spielfigur plante, entstanden die Ideen, dass die Spielfigur auf allen Vieren laufen und Wände hinaufklettern können solle. Von letztgenanntem Aspekt erhoffte sich das Team eine erhöhte Einsteigerfreundlichkeit. Jene zwei Funktionen vereint die Katzen-Verwandlung, die zur zentralen Thematik des Spiels avancierte und sich in dessen Logo widergespiegelt. Die Doppelkirsche fand Eingang in das Spiel, nachdem in Folge eines Programmierfehlers zwei Spielfiguren gleichzeitig in einem Level steuerbar waren. Da das Team die Idee für ansprechend hielt, baute es sie aus und integrierte sie in das Projekt. Die Idee zur Gumba-Maske hingegen bestand schon seit sechs Jahren.
Der Titel Super Mario 3D World stand schon während der frühen Entwicklungsphase fest. Es handelt sich um eine Hommage an Super Mario World (SNES, 1990) – ähnlich wie der Titel des Vorgängers eine Hommage an Super Mario Land (GB, 1989) darstellt. Trotz des Namens bietet das Spiel jedoch kaum Reverenzen an den SNES-Klassiker. Zwar spielte das Team während der Entwicklung mit dem Gedanken, die populäre Spielfigur Yoshi aus Super Mario World einzubinden. Da es in Super Mario 3D World aber bereits Power-ups gibt, die die gleichen Fähigkeiten bieten wie Yoshi, entschied es sich gegen eine Aufnahme des grünen Dinosauriers.
Super Mario 3D World wird in einer nativen Auflösung von 720p bei einer jederzeit konstanten Bildfrequenz von 60 Bildern pro Sekunde („frames per second“, kurz fps) berechnet. Es handelt sich um die erste HD-Produktion von Nintendo EAD Tokyo. Im Vergleich zu früheren Super-Mario-Spielen ist die Licht- und Schattengebung ausgereifter. Im Spiel werden eine dynamische Beleuchtung sowie Kantenbeleuchtung genutzt und Schattierungen werden fehlerfrei dargestellt.

### Mehrspieler-Modus
Der Wunsch nach einem simultanen Mehrspieler-Modus in einem Super-Mario-Spiel bestand bereits seit Super Mario Bros. 3 (NES, 1989), konnte jedoch erst mit New Super Mario Bros. Wii (Wii, 2009) realisiert werden. Einen simultanen Mehrspieler-Modus in einem 3D-Spiel wollte das Entwicklerteam schon in Super Mario 64 (N64, 1996) einführen, was damals nicht gelang.
Auch während der Entwicklung von Super Mario 3D Land experimentierte das Team mit einem Mehrspieler-Modus, der es jedoch ebenfalls nicht in das fertige Produkt schaffte. Stattdessen erhoffte sich das Team, einen solchen Modus auf der leistungsstärkeren Wii-U-Konsole umsetzen zu können. Besonders intensiv arbeitete es dabei an der Kameraführung.
Der Mehrspieler-Modus ist ausschließlich lokal; einen Online-Modus gibt es nicht. Nach Auskunft des Produzenten habe das Team zwar bereits seit Super Mario Galaxy mit einem Online-Mehrspieler-Modus experimentiert. Es habe sich für 3D World jedoch dagegen entschieden, da es ein Erlebnis habe schaffen wollen, das von der Kommunikation mit Mitspielern im selben Raum lebt.

### Soundtrack
Der Soundtrack von Super Mario 3D World stammt aus der Feder der japanischen Computerspielkomponisten Mahito Yokota, Kōji Kondō, Toru Minegishi und Yasuaki Iwata. Yokota und Kondo hatten unter anderem bereits den Soundtrack zu Super Mario Galaxy verfasst; Kondō ist zudem seit Bestehen der Super-Mario-Reihe für deren Musik verantwortlich. Yokota war als Sounddirector und Hauptkomponist der Verantwortliche des Soundtracks von 3D World. Kondō steuerte zwei Stücke zum Werk bei.
Einige Stücke des Spiels sind von einer Big Band beziehungsweise einem Orchester eingespielt worden. Yokota schrieb Stücke mit „spaßigen, energiegeladenen Themen“ („fun, energetic themes“), welche die Katzenthematik des Spiels unterstreichen sollen. Im Vergleich zum ebenfalls orchestralen Soundtrack der Galaxy-Spiele, der einen epochalen Eindruck erzeugen soll, ist die Musik in 3D World nach Aussage der Komponisten rhythmusbetonter. Die in manchen Stücken verwendeten E-Gitarren beziehungsweise Posaunen sollen das Miauen einer Katze imitieren. Ferner stellen einige Stücke des Soundtracks Arrangements von Stücken älterer Super-Mario-Spiele dar, etwa aus Super Mario Bros. (NES, 1985), Super Mario Bros. 2, Super Mario Galaxy oder Super Mario 3D Land. Arrangements von Stücken aus Super Mario World sind hingegen nicht enthalten.
Ende 2013 erschien in Japan das Original-Soundtrack-Album zu Super Mario 3D World; seit April 2014 ist es auch für europäische und australische Kunden erwerbbar. Erhältlich ist es über den Club Nintendo und umfasst 77 Stücke auf zwei CDs.

### Ankündigungen und Präsentationen
Im Juli 2011 bestätigte Koizumi im Interview mit Wired erstmals die Entwicklung eines neuen 3D-Super-Mario-Spiels für die kurz zuvor auf der Spielemesse E3 enthüllte Wii U. Das Projekt befinde sich in einer frühen Phase und solle die speziellen Funktionen der Wii U ausschöpfen, äußerte der Produzent.
Im Januar 2013 kündigte Konzernchef Satoru Iwata an, dass Nintendo auf der E3 2013 ein neues 3D-Super-Mario-Spiel von den Machern von Super Mario Galaxy und Super Mario 3D Land zu enthüllen intendiere. Entsprechend kündigte Nintendo das Spiel während einer Nintendo-Direct-Ausstrahlung am 11. Juni 2013 unter dem Titel Super Mario 3D World an. Iwata präsentierte einen ersten Trailer zum Spiel und versicherte eine globale Markteinführung im Dezember 2013. Anschließend konnten Messebesucher erstmals eine Demo-Version von Super Mario 3D World testen. In den USA war das Spiel darüber hinaus in einigen Filialen der Kette Best Buy anspielbar. Im August 2013 stellte Nintendo das Spiel auf der deutschen Spielemesse Gamescom vor.
Im Rahmen einer Nintendo-Direct-Präsentation am 1. Oktober 2013 veröffentlichte Nintendo den zweiten Trailer zu 3D World. Außerdem teilte der Konzern den finalen Veröffentlichungstermin mit. Nach der ursprünglichen Ankündigung verlegte Nintendo demnach die Markteinführung vor, sodass es im November 2013 erscheinen werde.

## Veröffentlichung

### Markteinführung
Nintendo brachte Super Mario 3D World in Japan am 21. November 2013 und in Nordamerika einen Tag später heraus. In Europa folgte die Markteinführung des Titels am 29. November, in Australien am Tag darauf. Nintendo vertreibt das Spiel sowohl in physischer Form im Handel als auch als Vollpreis-Download im Nintendo eShop. Als Download belegt Super Mario 3D World einen Speicherplatz von etwa 1,7 GB.
Mitte September 2014 veröffentlichte Nintendo in Nordamerika ein Bundle, das eine Wii U, Super Mario 3D World und Nintendo Land (Wii U, 2012) enthält.

### Verkaufszahlen
Während der ersten Verkaufswoche auf dem japanischen Markt gingen von Super Mario 3D World nach Angaben der Famitsu knapp über 100.000 Exemplare über die Ladentheken. Nicht einbezogen in diese Zahl sind digitale Verkäufe. Auf den Wochencharts belegte das Spiel mit diesem Resultat den zweiten Platz. Es handelt sich um das schwächste Marktdebüt eines 3D-Super-Mario-Spiels in Japan. Im Vergleich zur Vorwoche stiegen die Wochenverkaufszahlen der Wii U um etwa 6.000 auf ungefähr 20.000 an. Bis zum 5. Januar 2013 wurde das Spiel in Japan rund 400.000 Mal verkauft.
Der NPD Group zufolge setzte Nintendo auf dem nordamerikanischen Markt im November 2013 etwa 215.000 Exemplare des Spiels ab. Bis Januar 2014 stiegen die dortigen Verkaufszahlen des Spiels auf etwa 655.000 Einheiten an.
Im Vereinigten Königreich debütierte das Spiel auf Platz 14 der von GfK Chart-Track ermittelten Computerspielwochencharts. Bis April 2014 konnte Nintendo das Spiel in Deutschland über 100.000 Mal absetzen. Es ist das erste Wii-U-Spiel in Deutschland, das diesen Verkaufsmeilenstein erreichte.
In Frankreich wurde Super Mario 3D World bis Mai 2014 etwa 125.000 Mal verkauft.
Im März 2014 war Super Mario 3D World mit 2,17 Millionen Verkäufen weltweit nach New Super Mario Bros. U (Wii U, 2012) und Nintendo Land das dritterfolgreichste Wii-U-Spiel. Bis zum 30. September 2024 wurde das Spiel weltweit 5,89 Millionen Mal verkauft, wodurch es zum zweitmeistverkauften der Wii U nach Mario Kart 8 avancierte.
Die folgende Tabelle gibt die weltweiten Auslieferungszahlen wieder, wie Nintendo sie in offiziellen Berichten bekanntgab.
| Verkaufszahlen | Verkaufszahlen | Verkaufszahlen | Verkaufszahlen |
| Stand          | Global         | Japan          | Übersee        |
| -------------- | -------------- | -------------- | -------------- |
| Dez. 2013      | 1,94 Mio.      | 0,59 Mio.      | 1,35 Mio.      |
| März 2014      | 2,17 Mio.      | 0,59 Mio.      | 1,58 Mio.      |
| Dez. 2014      | 3,79 Mio.      | 0,66 Mio.      | 3,13 Mio.      |
| März 2015      | 4,10 Mio.      | 0,67 Mio.      | 3,43 Mio.      |

### Finanzielle Bedeutung
Wie Satoru Iwata im Oktober 2013 gegenüber Nintendo-Investoren äußerte, wolle Nintendo ab Ende 2013 mit einer Reihe intern entwickelter Wii-U-Spiele die bis dahin unerwartet niedrig ausgefallenen Hardwareverkaufszahlen der Wii U stärken. Als ein eine breite Zielgruppe ansprechendes Spiel sollte Super Mario 3D World entscheidend dazu beitragen.
Ende 2013 stiegen dank der Veröffentlichung von Super Mario 3D World die Verkaufszahlen der Wii U zwar an, jedoch nicht in dem von Nintendo erhofften Ausmaß. Insbesondere in Europa und Nordamerika unterbot die Konsole die an sie gerichteten Erwartungen. Daher musste Nintendo die Prognose für die im Fiskaljahr 2013/2014 weltweit verkauften Wii-U-Konsolen von 9 auf 2,8 Millionen herabsenken. In Kombination mit den ebenfalls schlechter als erwartet ausgefallenen 3DS- und Softwareverkäufen verzeichnete Nintendo für das Finanzjahr, anders als zunächst angepeilt, erneut einen Verlust.

## Rezeption

### Vorschauberichte
In einem während der E3 2013 veröffentlichten Vorschaubericht für die englischsprachige Computerspielwebsite IGN erklärte Richard George wenig überschwänglich, dass Super Mario 3D World die Erwartungen an einen 3D-Land-Nachfolger erfülle. Anstatt große Risiken einzugehen, baue das Spiel auf ein bewährtes Fundament auf. Dadurch komme dem Spieler zwar vieles bereits bekannt vor, dies schmälere jedoch kaum den Spielspaß. Insbesondere im Mehrspieler-Modus sei 3D World nämlich sehr spaßig.
Die deutschsprachige Nintendo-Monatszeitschrift N-Zone veröffentlichte nach der E3 einen Vorschaubericht, in dem sich Redakteur Lukas Schmid enttäuscht von dem Umstand zeigte, dass Super Mario 3D World nicht in die Fußstapfen der Galaxy-Spiele tritt, sondern dem lineareren Prinzip von 3D Land folgt. Er attestierte dem Spiel einen „scheinbaren Innovationsmangel“ und eine „unaufgeregte Präsentation“. Zugleich erkannte er viele neue Ideen und lobte den Mehrspieler-Modus, der den Wiederspielwert erhöhe. Die Technik des Spiels konnte Schmid Mitte 2013 nicht überzeugen: Das Spiel biete im Wesentlichen die Grafik des 3DS-Vorgängers, lediglich in hochaufgelösten, besseren Texturen. So behauptet der Redakteur, dass das Spiel trotz von ihm genannter, besonderer grafischer Effekte beinahe wie ein Wii-Spiel wirke und die neue HD-Konsole kaum fordere. Bezüglich des Sounds gab er sich zufrieden und zugleich interessiert, ob das Spiel wieder Orchester-Musik bieten werde.

### Rezensionen
Super Mario 3D World erhielt äußerst positive Wertungen. Die Rezensionsaggregator-Website Metacritic hat für den Titel aus 82 Kritiken einen Wertungsdurchschnitt („Metascore“) von 93 von 100 Punkten ermittelt. Bei GameRankings liegt die Durchschnittswertung auf Basis von 51 Rezensionen bei 92,91 %. Es handelt sich hier um das viertbestbewertete Computerspiel des Jahres 2013.
Jose Otero von IGN bescheinigte Super Mario 3D World, sowohl im Einzel- wie auch im Mehrspieler-Modus sehr spaßig zu sein. Dabei überzeuge vor allem der Mehrspieler-Modus, bei dem, anders als im Falle der New-Super-Mario-Bros.-Spiele, kein Frust aufkomme. Einzig die Kameraperspektive erweise sich in manchen Situationen des Vierspieler-Modus als suboptimal. Super Mario 3D World führe zwar weniger Neuerungen in das Genre ein als seine Vorgänger, biete dafür jedoch den besten Mehrspieler-Modus eines Super-Mario-Teiles. Insbesondere lobte Otero das Leveldesign. Jeder Level warte mit einem neuen spaßigen Konzept auf, das im Verlaufe des Spielabschnitts mehrfach variiert werde, und jeder Level ende, bevor jenes Konzept beim Spieler Langeweile aufkommen lassen könne. Daher seien die Level abwechslungsreich, unvorhersehbar und spaßig. Zur Lernkurve des Spiels merkte Otero an, dass die ersten vier Welten erfahrene Spieler unterfordern könnten, während die nach einmaligem Durchspielen freischaltbaren Inhalte auch für diese Spieler eine große Herausforderung darstellen.
Die Redaktion der britischen Computerspielzeitschrift Edge bewertete das Spiel ebenso positiv, kritisierte jedoch, dass der Bildschirmausschnitt im Mehrspieler-Modus stets dem führenden Spieler folge, sodass die übrigen Spieler benachteiligt seien. Außerdem seien die Fähigkeiten der verschiedenen Spielfiguren nicht ausgeglichen, da sich Mario gegenüber den anderen Figuren im Hinblick auf seine Fähigkeiten und Steuerung zu positiv abhebe. Im Einzelspieler-Modus wirke das Spiel repetitiv, sobald bereits absolvierte Level erneut gespielt werden müssen, um Grüne Sterne einzusammeln. Diese schalten dafür umfassende Belohnungen frei, die den Umfang des Spiels nach dem Abschluss der Handlung erweitern.
Marco Cabibbo von N-Zone lobte die „knackig-genaue Steuerung“ sowie die „abwechslungsreichen Welten“, dank derer jeder Level eine neue, überraschende Idee parat halte. Ebenso „lustig und kreativ“ seien die Power-ups des Spiels. Der Schwierigkeitsgrad sei gerade zu Spielbeginn für fortgeschrittene Spieler sehr niedrig, was durch die für mehr Zugänglichkeit sorgende Katzen-Verwandlung noch verstärkt werde. Zudem erschwere die starr vorgegebene Kameraperspektive manche sehr exakte Sprünge. Level- und Spieldesign, Soundtrack und Mehrspieler-Modus beurteilte Cabibbo allesamt positiv. Das gesamte Produkt sorge für viel Spaß und sei sowohl ein Pflichtkauf für Wii-U-Besitzer als auch ein Kaufgrund für Noch-Nicht-Besitzer.
Carsten Görig schrieb in einer Kurzrezension für Spiegel Online, dass Super Mario 3D World „verschwenderisch mit seinen Ideen“ umgehe. Jeder Level biete mehr Ideen als manch anderes Spiel insgesamt. Im Einzelspieler-Modus kämen diese Ideen besser zur Geltung. Andy Robertson hob in einem Bericht für Forbes den Mehrspielermodus hervor. Er fördere eine kooperative Spielweise, da langsame Spieler automatisch weiter nach vorne bugsiert werden, die Gesamtanzahl an Versuchen für sämtliche Spieler gilt und die einzelnen Spielfiguren miteinander interagieren.
Den Soundtrack von Super Mario 3D World charakterisierte Jan Wöbbeking von der deutschen Website 4Players als abwechslungsreich und Ohrwurm-haltig. Ähnlich positiv äußerte sich Chris Carter von der englischen Website Destructoid zum Soundtrack. Es handele sich um einen der besten Soundtracks überhaupt. Die altbekannten wie auch neuen Melodien wirkten wie ein „orchestrierter Studio-Ghibli-Film“ („orchestrated [Studio] Ghibli film“). Ebenso „makellos“ („flawless“) seien die Soundeffekte des Spiels.

### Technik
Wie das Eurogamer-Format Digital Foundry in einer Analyse der Technik hinter dem Spiel feststellte, biete Super Mario 3D World einen auf den ersten Blick wenig erstaunlichen Grafikstil, der jedoch „moderne Technik mit einem großartigen Grafikdesign vermenge“ („mesh modern technology with great art“). Redakteur John Linneman schrieb, die Bildqualität sei bis auf wenige Ausnahmen scharf und sauber und profitiere von einem intensiv eingesetzten Schärfentiefeeffekt, der Umgebungen, Objekte und Figuren abhängig von ihrem Abstand von der Kamera weichzeichnet. Dass die im Spiel genutzte Kantenglättung sich als mitunter inkonsistent erweist, falle aufgrund des Grafikdesigns nicht stark auf.
Die verschiedenen grafischen Effekte kämen nur dann zum Einsatz, wenn das Spieldesign sie erfordere. Dies trage zur Kohärenz von Grafik und Design bei, schrieb Linneman. Die wenigen technischen Mängel, etwa das Fehlen von anisotropem Filtern, ließen sich durch die Zielsetzung der Entwickler erklären, die auf der im Vergleich zur Konkurrenz leistungsschwächeren Wii U bestmögliche Grafikleistung zu erreichen. Im Vordergrund hätten dabei die Bildrate und die -qualität gestanden, so Linneman.
Die Edge lobte die Technik des Spiels, die die 3D-Super-Mario-Reihe gekonnt in das HD-Zeitalter befördere. Zum ersten Mal werde die Grafik eines Super-Mario-Spiels dem brillanten Spieldesign gerecht, urteilte die Fachzeitschrift. Auch über die konstante Bildfrequenz von 60 fps, die selbst viele für die im Vergleich zur Wii U leistungsstärkeren Konkurrenzkonsolen PlayStation 4 und Xbox One erhältliche Spiele nicht erreichten, zeigten sich die Tester erfreut. Gemessen am technischen Fortschritt im Kontext der Reihe sei Super Mario 3D World das beste 2013 erschienene Spiel für die achte Konsolengeneration.

### Auszeichnungen und Bestenlisten
Super Mario 3D World wurde im Rahmen einiger Preisverleihungen nominiert und teilweise ausgezeichnet. Bei den 10th British Academy Video Games Awards etwa wurde das Spiel in vier Kategorien nominiert, bei den DICE Awards 2013 einmal nominiert und einmal als bestes Familien-Spiel 2013 ausgezeichnet und bei den Game Developers Choice Awards 2014 empfing es zwei Nominierungen, ebenso wie bei Spike’s VGX 2013. Einen Überblick über Nominierungen und Auszeichnungen des Spiels gibt die folgende Tabelle.
| Preisverleihung                         | Kategorie                                       | Resultat  | Datum         |
| --------------------------------------- | ----------------------------------------------- | --------- | ------------- |
| 10th British Academy Video Games Awards | Best Game                                       | Nominiert | 13. März 2014 |
| 10th British Academy Video Games Awards | Family                                          | Nominiert | 13. März 2014 |
| 10th British Academy Video Games Awards | Multiplayer                                     | Nominiert | 13. März 2014 |
| 10th British Academy Video Games Awards | Music                                           | Nominiert | 13. März 2014 |
| BIU Sales Award                         | Gold                                            | Gewonnen  | 7. Mai 2014   |
| DICE Awards 2013                        | Family Game of the Year                         | Gewonnen  | 2. Juni 2014  |
| DICE Awards 2013                        | Outstanding Achievement in Gameplay Engineering | Nominiert | 2. Juni 2014  |
| Game Developers Choice Awards 2014      | Best Design                                     | Nominiert | 20. März 2014 |
| Game Developers Choice Awards 2014      | Game of the Year                                | Nominiert | 20. März 2014 |
| Game Informer Best of 2013 Awards       | Best Wii U Exclusive                            | Gewonnen  | 7. Jan. 2014  |
| Game Informer Best of 2013 Awards       | Best Cooperative Multiplayer                    | Gewonnen  | 7. Jan. 2014  |
| Game Informer Best of 2013 Awards       | Best Platforming                                | Gewonnen  | 7. Jan. 2014  |
| gamescom awards 2013                    | Bestes Konsolen-Spiel - Wii U                   | Nominiert | Aug. 2013     |
| GameSpot Game of the Year 2013          | Wii U Game of the Year 2013                     | Gewonnen  | Dez. 2013     |
| GIGA-Maus 2014                          | Bestes Spiel                                    | Gewonnen  | 10. Okt. 2014 |
| Golden Joystick Award 2014              | Best Audio                                      | Nominiert | Sep. 2014     |
| Golden Joystick Award 2014              | Best Multiplayer                                | Nominiert | Sep. 2014     |
| Golden Joystick Award 2014              | Game of the Year                                | Nominiert | Sep. 2014     |
| IGN's Best of 2013                      | Best Overall Game                               | Nominiert | Jan. 2014     |
| IGN's Best of 2013                      | Best Overall Multiplayer Game                   | Nominiert | Jan. 2014     |
| IGN's Best of 2013                      | Best Overall Music                              | Nominiert | Jan. 2014     |
| IGN's Best of 2013                      | Best Overall Platformer Game                    | Gewonnen  | Jan. 2014     |
| IGN's Best of 2013                      | Best Wii U Game                                 | Gewonnen  | Jan. 2014     |
| IGN's Best of 2013                      | Best Wii U Graphics                             | Gewonnen  | Jan. 2014     |
| IGN's Best of 2013                      | Best Wii U Multiplayer Game                     | Gewonnen  | Jan. 2014     |
| IGN's Best of 2013                      | Best Wii U Music                                | Gewonnen  | Jan. 2014     |
| IGN's Best of 2013                      | Best Wii U Platformer Game                      | Gewonnen  | Jan. 2014     |
| Japan Game Awards 2014                  | Award for Excellence                            | Gewonnen  | Sep. 2014     |
| Spike's VGX 2013                        | Best Nintendo Game                              | Nominiert | 7. Dez. 2013  |
| Spike's VGX 2013                        | Game of the Year                                | Nominiert | 7. Dez. 2013  |
| SXSW Gaming Awards                      | Best Multiplayer Game                           | Gewonnen  | 8. März 2014  |
| SXSW Gaming Awards                      | Excellence in Animation                         | Nominiert | 8. März 2014  |
| SXSW Gaming Awards                      | Excellence in Gameplay                          | Nominiert | 8. März 2014  |
| SXSW Gaming Awards                      | Excellence in Technical Achievement             | Nominiert | 8. März 2014  |
| SXSW Gaming Awards                      | Game of the Year                                | Nominiert | 8. März 2014  |
| TOMMI 2014                              | Bestes Konsolen-Spiel 2014, zweiter Platz       | Gewonnen  | 10. Okt. 2014 |

Darüber hinaus wurde Super Mario 3D World in einigen Bestenlisten gewürdigt.
- Computer Bild Spiele, „Die besten Spiele des Jahres 2013“: Platz 6[79]
- EGM, „EGM’s Best of 2013“: Platz 9[80]
- Entertainment Weekly, „Top 10 (and 3 Worst) Videogames of 2013“: Platz 4[81]
- Joystiq, „Top 10 of 2013“: Platz 4[82]
- M! Games, „Die Spiele des Jahres 2013“: Platz 3[83]

## Super Mario 3D World + Bowser’s Fury

Das Logo von Super Mario 3D World + Bowser's Fury

Eine Neuveröffentlichung des Spiels für die Nintendo Switch mit dem Titel Super Mario 3D World + Bowser’s Fury wurde erstmals am 3. September 2020 im Rahmen der Nintendo Direct zum 35-jährigen Jubiläum von Super Mario angekündigt. Diese Version enthält im Vergleich zur Wii-U-Version unter anderem einen Online-Multiplayer-Spielmodus sowie Unterstützung der amiibo: „Katzen-Peach“ und „Katzen-Mario“. Das Spiel wurde am 12. Februar 2021 veröffentlicht.
Im Rahmen der Neuveröffentlichung wurde als weiteres Spiel Bowser's Fury hinzugefügt, das ebenfalls von Anfang an spielbar ist. Dieses Spiel wird durch den Wechsel zwischen einer friedlichen Phase, die sich durch sonniges Wetter auszeichnet, und einer stürmischen Phase bestimmt, in der der Wut-Bowser angreift. Mario kann dabei eine stark vergrößerte Form der Katzenverwandlung nutzen, um sich gegen Bowser zur Wehr zu setzen.
Im Gegensatz zum Originalspiel findet diese Dynamik in einer Open-World-Umgebung im sogenannten Schmusekatzensee statt, in der keine klare Abgrenzung zwischen verschiedenen Leveln besteht. Das Spiel mit mehreren gleichberechtigten Spielern ist dabei nicht möglich, ein zweiter Spieler kann jedoch die Steuerung von Bowser Jr., der Mario im Laufe des Spieles begleitet, übernehmen. Außerdem kann er mit seinem Zauber-Pinsel die an Wänden aufgemalten Power-Ups erscheinen lassen.

## Spin-offs

### Luigi Bros./NES Remix
In Super Mario 3D World ist im Rahmen des von Nintendo ausgerufenen „Jahr des Luigi“ eine Adaption von Mario Bros. (Arcade, 1983) enthalten. Anlässlich des 30. Jubiläums dieses Debütspiels der Figur Luigi programmierte Kōichi Hayashida eine Bearbeitung, bei der er die Spielfigur Mario durch Luigi ersetzte. Der Zusatzmodus hört auf den Namen Luigi Bros. und wird nach einmaligem Durchspielen von Super Mario 3D World freigeschaltet. Für Besitzer von New Super Luigi U (Wii U, 2013) ist der Modus von Beginn an zugänglich.
Parallel zu Super Mario 3D World begann Hayashida die Arbeiten an einem auf dem Prinzip von Luigi Bros. aufbauenden, selbstständigen Titel. Nach der Vollendung von 3D World widmete er dem Projekt seine volle Arbeitszeit. Von EAD Tokyo und indieszero entwickelt, erschien es unter dem Titel NES Remix (Wii-U-eShop, 2013). Es enthält Minispiel-artige abgewandelte Ausschnitte aus NES-Klassikern. Auf NES Remix folgten die Spiele NES Remix 2 (Wii-U-eShop, 2014), NES Remix Pack (Wii U, 2014) und Ultimate NES Remix (3DS, 2014).

### Captain Toad: Treasure Tracker
Ein in Super Mario 3D World enthaltenes Bonus-Minispiel des Puzzle-Genres hört auf den Namen The Adventures of Captain Toad. Es verlangt von dem Spieler, die Rolle des aus Super Mario Galaxy bekannten Captain Toad zu übernehmen und diesen durch kompakte Level zu steuern. Die Herausforderung besteht darin, innerhalb des Levels verteilte Grüne Sterne einzusammeln. Captain Toad kann weder springen noch angreifen.
Nachdem Hayashida im April 2014 geäußert hatte, dass das Captain-Toad-Minispiel in Zukunft weiter verwendet werden könne, kündigte Nintendo auf der E3 2014 ein entsprechendes Spin-off an. Captain Toad: Treasure Tracker erschien in Nordamerika sowie Japan Ende 2014 und in Europa im Januar 2015 für die Wii U.